# Metazygia carimagua
Metazygia carimagua là một loài nhện trong họ Araneidae.
Loài này thuộc chi Metazygia. Metazygia carimagua được Herbert Walter Levi miêu tả năm 1995.